# Miskolc oktatási élete

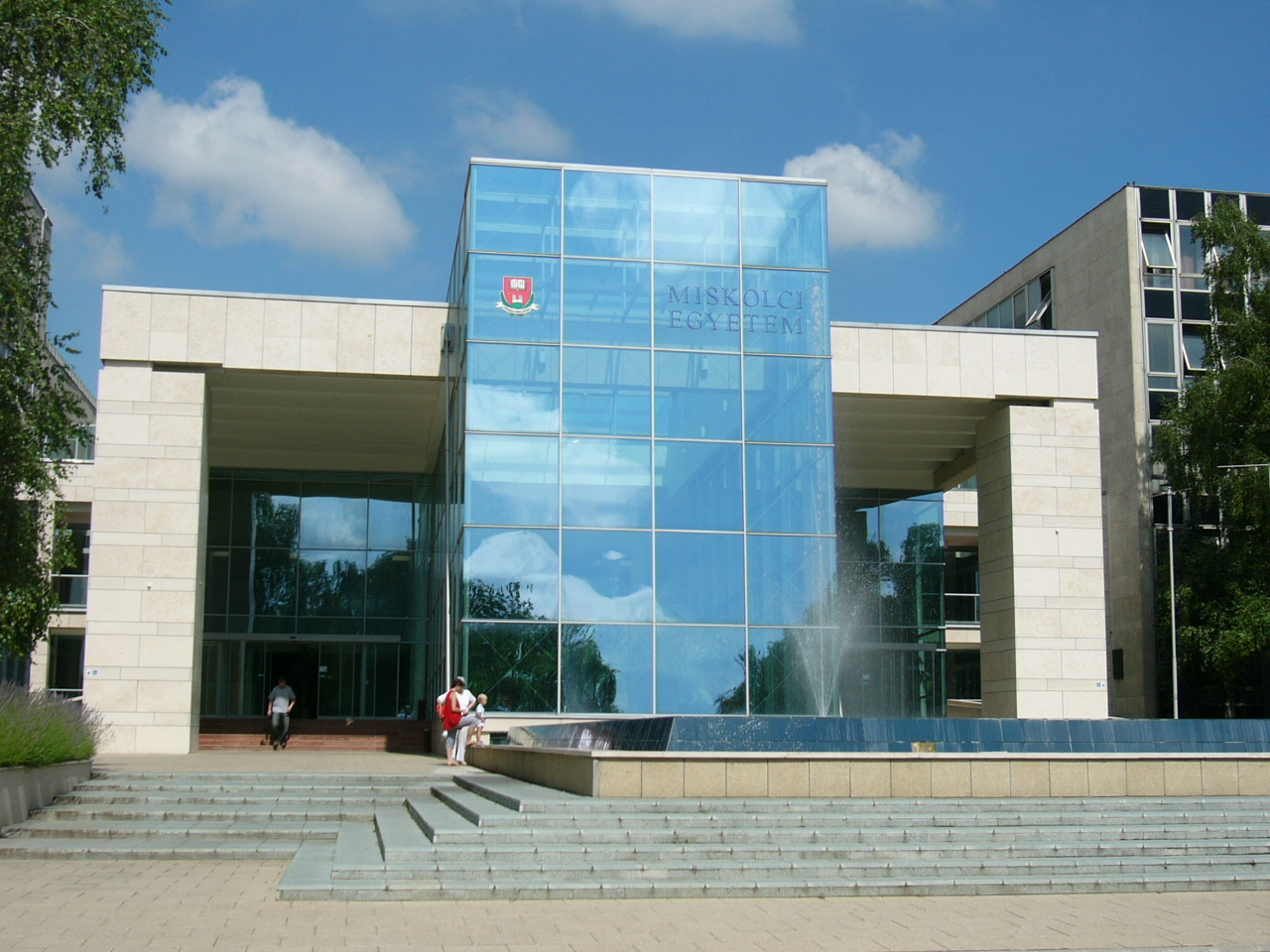
A Miskolci Egyetem főépületének bejárata

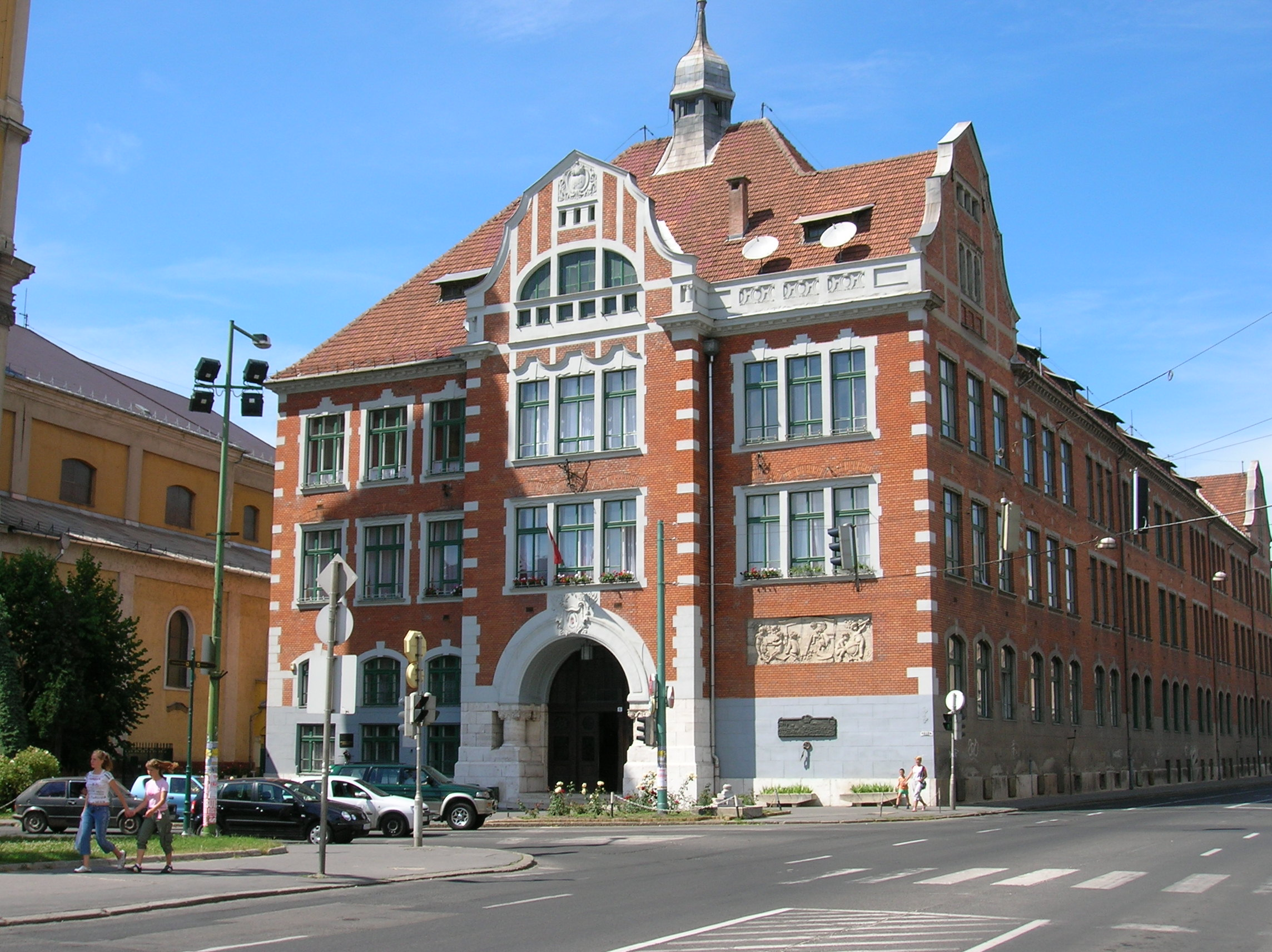
A Földes Ferenc Gimnázium

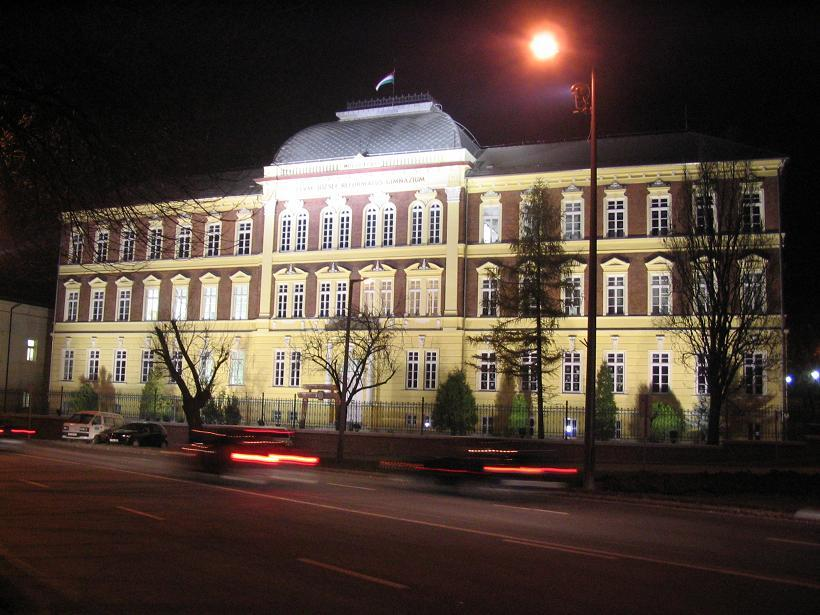
A Lévay József Református Gimnázium

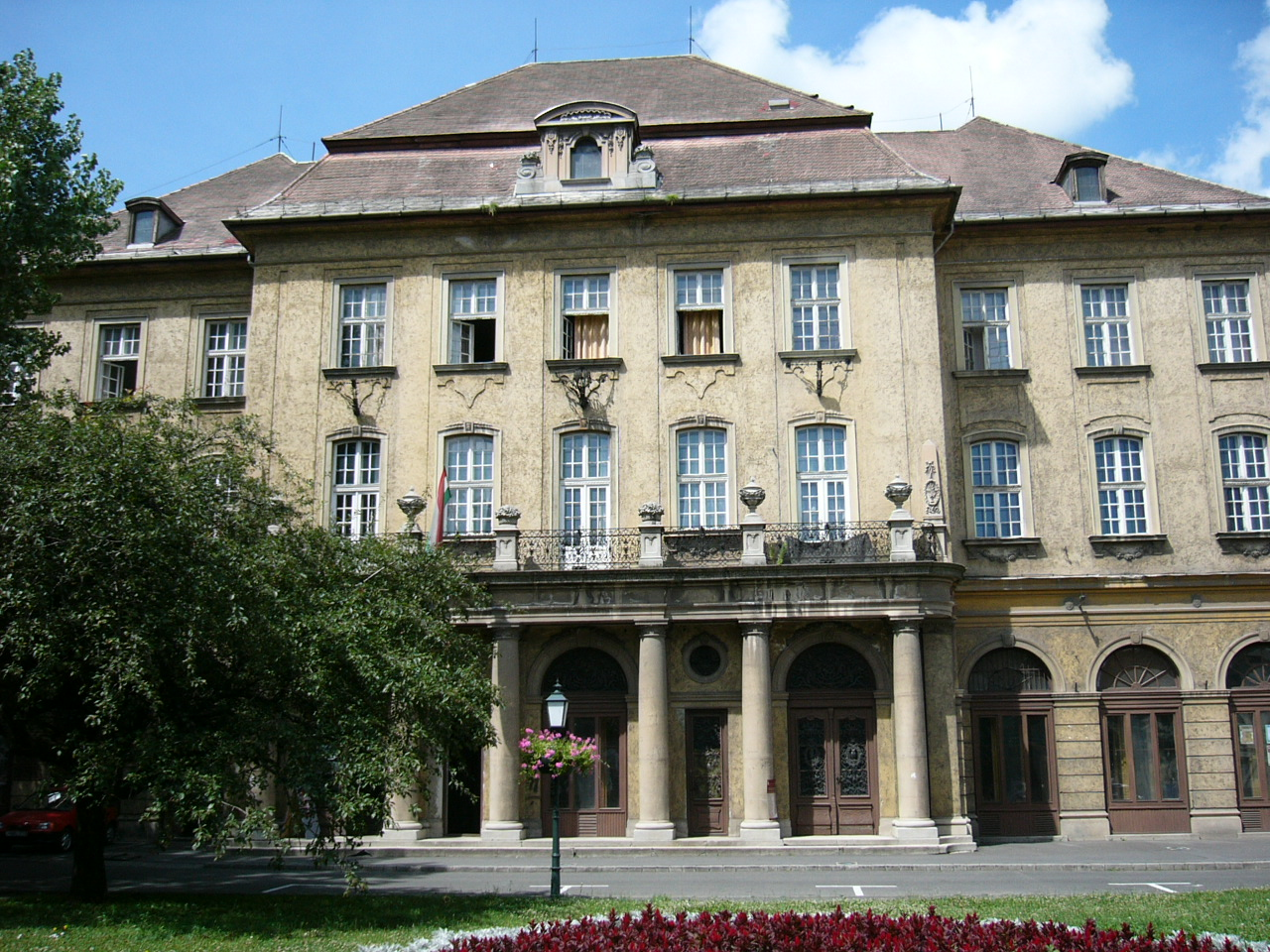
A Zenepalota épülete

Miskolc első ismert iskolája már a 15. században létezett. Legrégebbi múltra a Földes Ferenc Gimnázium tekint vissza, amely két, több évszázados múltú intézmény, a Lévay József Református Gimnázium és a Miskolci Katolikus Fiúgimnázium összevonásával jött létre. Ezen a két felekezeten kívül még több másiknak is volt iskolája már a 18–19. században: az ortodox görögkeletieknek és a zsidóknak is. A fiúiskolák mellett már a 19. században létrejöttek a leányiskolák is.
Miskolc egyeteme országos viszonylatban a fiatalabbak közé számít – egy 1949-es törvény rendelkezett az alapításáról, de jogelődje, a selmecbányai főiskola révén több évszázados múltra tekint vissza. Az egyetem eredetileg nehézipari képzést nyújtott, az 1980-as évektől kezdve azonban több más karral is bővült. 1919-től 1949-ig működött Miskolcon az Eperjesről átköltöztetett Miskolci Jogakadémia.
Zeneoktatás is több intézményben folyik, legfontosabb a Zenepalota, melynek épületében közép- és főiskola is működik, utóbbi a Miskolci Egyetem karaként.
Miskolcon 35 általános iskola és 22 középiskola van.

## Felsőoktatás
- Miskolci Egyetem
- Gábor Dénes Egyetem kihelyezett tagozata
- Logos-Hungary Keresztény Főiskola

## Gimnáziumok
Állami
- Avasi Gimnázium – avasi.hu
- Diósgyőri Gimnázium – diosgyorigimnazium.hu
- Földes Ferenc Gimnázium – ffg.sulinet.hu
- Herman Ottó Gimnázium – herman-misk.sulinet.hu
- Zrínyi Ilona Gimnázium – zrinyi-misk.sulinet.hu

Egyházi
- Balázs Győző Református Gimnázium, Művészeti Szakgimnázium és Általános Iskola – balazsgyozo.hu
- Dr. Ámbédkar Gimnázium, Szakközépiskola, Szakiskola és Általános Iskola – ambedkar.hu
- Kossuth Lajos Evangélikus Óvoda, Általános Iskola, Gimnázium és Pedagógiai Szakgimnázium – klevai.hu
- Fényi Gyula Jezsuita Gimnázium és Kollégium – www.jezsu.hu
- Fráter György Katolikus Gimnázium és Kollégium – frater.hu
- Lévay József Református Gimnázium – levay.sulinet.hu

Alapítványi
- Avalon International School – ais.hu
- Hámori Waldorf Iskola – hamoriwaldorf.hu
- Miskolci Magister Gimnázium – miskolcimagistergimnazium.hu

## Szakközépiskolák, szakképzők
- Andrássy Gyula Műszaki Középiskola – agymk.sulinet.hu
- Baross Gábor Közlekedési és Postaforgalmi Szakközépiskola – server.barossg-misk.sulinet.hu
- Bartók Béla Zene- és Táncművészeti Szakgimnázium – bartokmisk.uw.hu
- Berzeviczy Gergely Kereskedelmi és Vendéglátóipari Szakközépiskola – pc2.berzeviczy.sulinet.hu/
- Bláthy Ottó Villamosipari Technikum – blathy.hu
- Debreczeni Márton Szakképző Iskola – dmszki.sulinet.hu Archiválva 2007. július 2-i dátummal a Wayback Machine-ben
- Diósgyőr-Vasgyári Szakképző Iskola – dvszi.sulinet.hu Archiválva 2007. május 27-i dátummal a Wayback Machine-ben
- Eötvös József Szakképző és Művészeti Szakközépiskola – eotvosszki.extra.hu
- Evangélikus Kossuth Lajos Gimnázium és Pedagógiai Szakközépiskola – eklg-miskolc.sulinet.hu Archiválva 2011. október 18-i dátummal a Wayback Machine-ben
- Fáy András Görögkatolikus Technikum és Szakgimnázium – fay-misk.sulinet.hu Archiválva 2007. július 6-i dátummal a Wayback Machine-ben
- ME Ferenczi Sándor Egészségügyi Technikum – ferenczi.hu
- Gábor Áron „Művészeti Iskola” Szakközépiskola (megszűnt)
- Kandó Kálmán Szakközépiskola – kkszki.hu
- KARRINA Szakképző Iskola – karrina.hu
- Kós Károly Építőipari Szakközépiskola – pc1.koosk-misk.sulinet.hu/~koos/
- Martin János Szakiskola Speciális Szakiskola – martinj-misk.sulinet.hu
- MIOK József Nádor Szakképző Iskola Magyar Iparszövetség Oktatási Központ Miskolci tagozat – jnszi-miskolc.sulinet.hu
- Miskolci Rendészeti Szakközépiskola – mrszki.hu
- Szemere Bertalan Szakképző és Művészeti Középiskola – szemere.sulinet.hu
- Szentpáli István Kereskedelmi és Vendéglátó Szakközépiskola – ker-misk.sulinet.hu